# Станіславівка (Голованівський район)
Станісла́вівка (колишні назви — Станіславчик та Текіївка) — село в Україні, у Підвисоцькій сільській громаді Голованівського району Кіровоградської області. Населення — 80 осіб. Через село пролягає автошлях міжнародного значення М30E50.

## Історія
В книзі Похилевича 1864 року «Сказання про населені місцевості Київської губернії» є згадка про село Оксанина, де описується село Текіївка, яке розташоване на перехресті доріг з Умані в Торговицю та з Легедзине в Покотилове, за 5 верст від села Оксанина. Всього налічувалось 264 мешканця. Також це село називається Станіславчик, від імені Станіслава Потоцького; землі до нього зачислено 567 десятин. Назва Текіе — татарське слово, яке означає мусульманське кладовище. 

## Населення
За переписом УРСР 1989 року чисельність наявного населення села становила 110 осіб, з яких 41 чоловік та 69 жінок.
За переписом населення України 2001 року в селі мешкало 80 осіб.

### Мова
Розподіл населення за рідною мовою за даними перепису 2001 року:
| Мова       | Відсоток |
| ---------- | -------- |
| українська | 97,50 %  |
| російська  | 2,50 %   |